# Fourches patibulaires
Pour les articles homonymes, voir Fourche (homonymie).

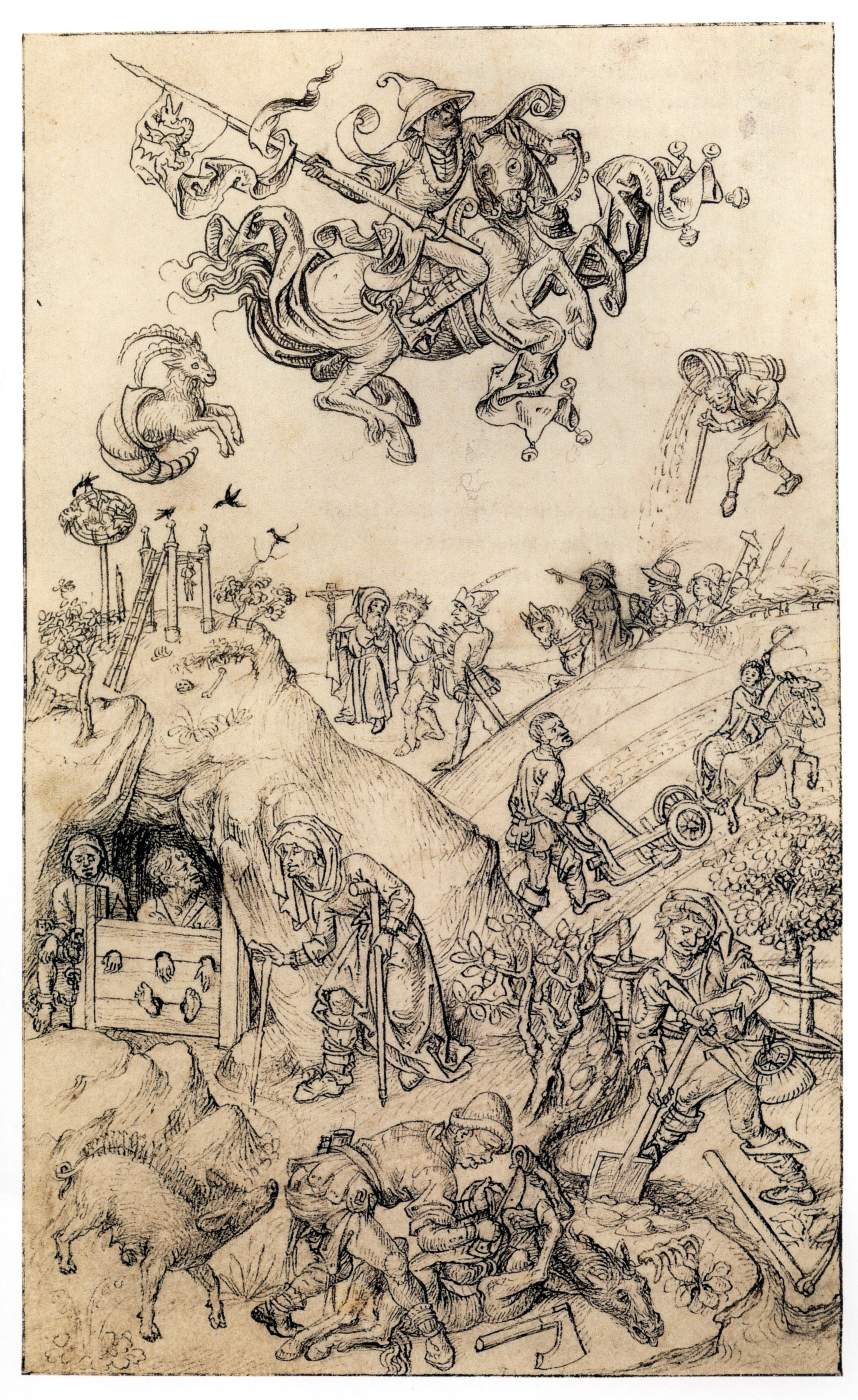
Fourches patibulaires sur une colline, après 1480.

Les fourches patibulaires étaient un gibet constitué de deux piliers ou plus, en pierre ou en bois, sur lesquelles reposaient une ou plusieurs traverses de bois horizontales. Généralement placées en hauteur et bien en vue du principal chemin public, elles signalaient le siège d'une haute justice et le nombre de colonnes de pierre indiquait le titre de son titulaire.
Au Moyen Âge, les condamnés à mort étaient pendus à la traverse de bois et leurs corps étaient laissés sur le gibet pour être exposés à la vue des passants et dévorés par les corneilles (corbeaux, selon plusieurs chansons). Sous l'Ancien Régime, les pendaisons ont lieu à la potence tandis que le corps du condamné est ensuite conduit et exposé aux fourches patibulaires, assumant une fonction dissuasive.
L’expression « fourches patibulaires » s’écrit habituellement au pluriel bien qu’on la retrouve parfois au singulier.

## Étymologie
Le nom des « fourches patibulaires » vient des mots latins furca (« fourche ») et patibulum (« croix », « potence », « perche »).
La fourche désigne un bois fourchu, qu'il s'agisse d'une branche ou d'un arbre. L'origine du terme de fourches patibulaires remonte à la fourche utilisée par les Romains pour châtier les esclaves. Après l'avoir dépouillé de ses habits, on faisait passer la tête de l'esclave dans une fourche, on attachait son corps au même morceau de bois pour le battre à coup de verges.
Il ne faut pas confondre les fourches patibulaires avec les échelles patibulaires ou les signes patibulaires.

## Histoire
Les fourches patibulaires sont attestées dès le XIIIe siècle : en Touraine les fonds ecclésiastiques et les chartriers en font mention à partir du XIIIe siècle. C'est cependant à partir du XIVe siècle que les témoignages évoquant des fourches patibulaires se multiplient, ,. Les plus célèbres étaient celles de la prévôté de Paris : le gibet de Montfaucon, à la porte de Paris (au nord-est de la ville d'alors, proche de l'emplacement actuel de la place du Colonel-Fabien). Ce gibet, attesté dès le XIIIe siècle, avait été restauré sous Philippe le Bel à l'instigation de son ministre et conseiller, Enguerrand de Marigny, qui y fut lui-même pendu après la mort de Philippe le Bel.
En France, les fourches patibulaires furent remplacées par la guillotine au moment de la Révolution française.

## Fourches patibulaires et niveau de justice
Les hauts justiciers devaient en principe posséder des fourches patibulaires « tant pour signe et marque de leur haute-Justice que pour l'exécution d'icelle ».
Mais un traité plus ancien, le Grand Coutumier de France précise que « Toutesfois, plusieurs haults justiciers n'ont fors fourches, mais pour ce ne peult mie le droit de leur justice estre apetissé », et même que « Celuy qui a moyenne justice a puissance de pendre sans trainer, et ne peult avoir que fourches à deux pilliers dont les liens sont dedens ».

### Nombre de piliers des fourches patibulaires

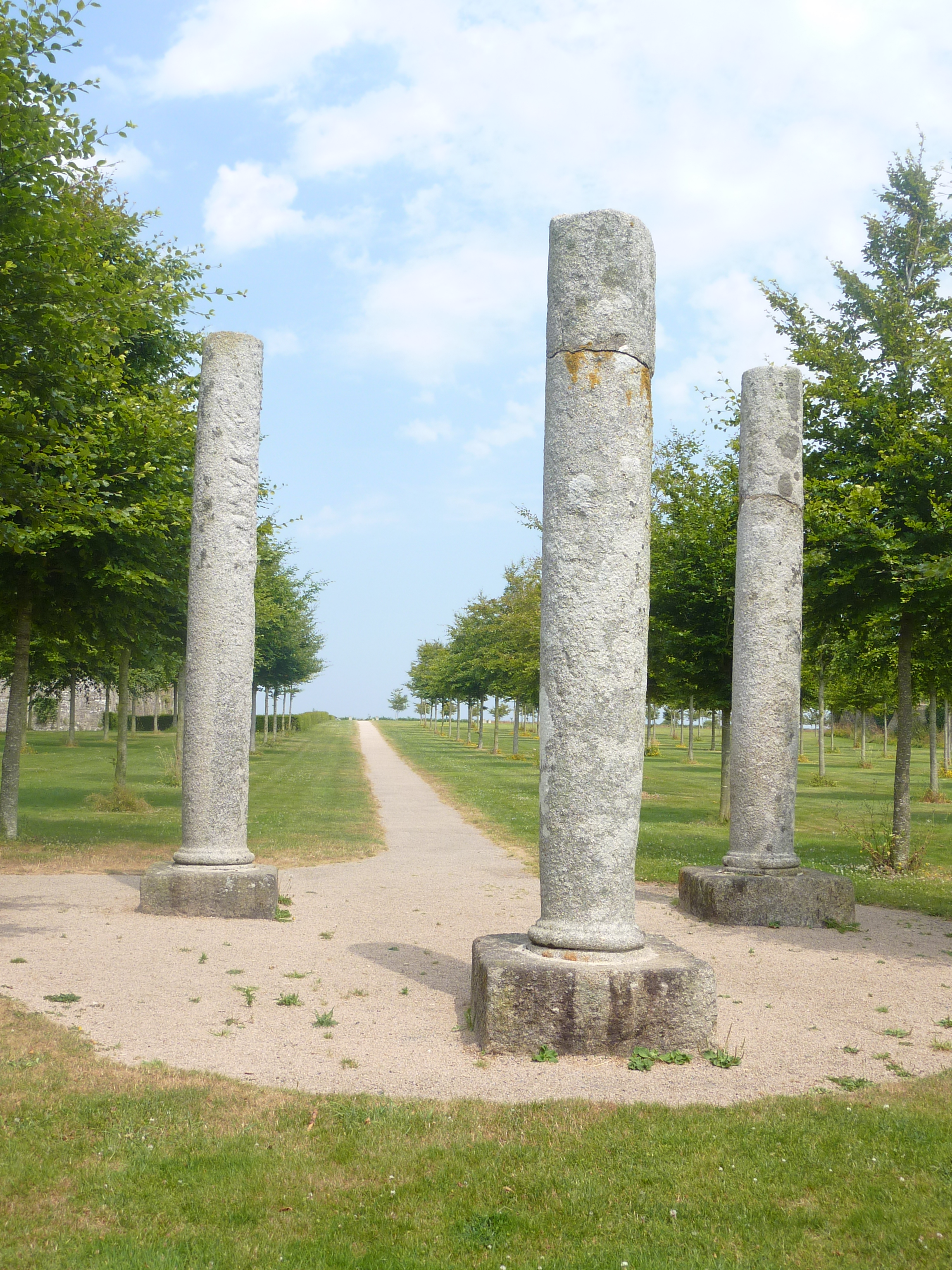
Les piliers de justice (fourches patibulaires) du château de Kerjean (Finistère).

Le nombre des piliers de justice des fourches patibulaires variait selon la qualité des seigneurs qui les construisaient : seul le roi pouvait en avoir autant qu’il voulait, et en principe les ducs en avaient huit, les comtes six, les barons quatre, les châtelains trois et les simples gentilshommes hauts justiciers deux. Cette règle générale a toutefois connu de nombreuses exceptions, et variait notamment selon le droit coutumier des différentes provinces et selon l'histoire de chaque seigneurie, par exemple : 

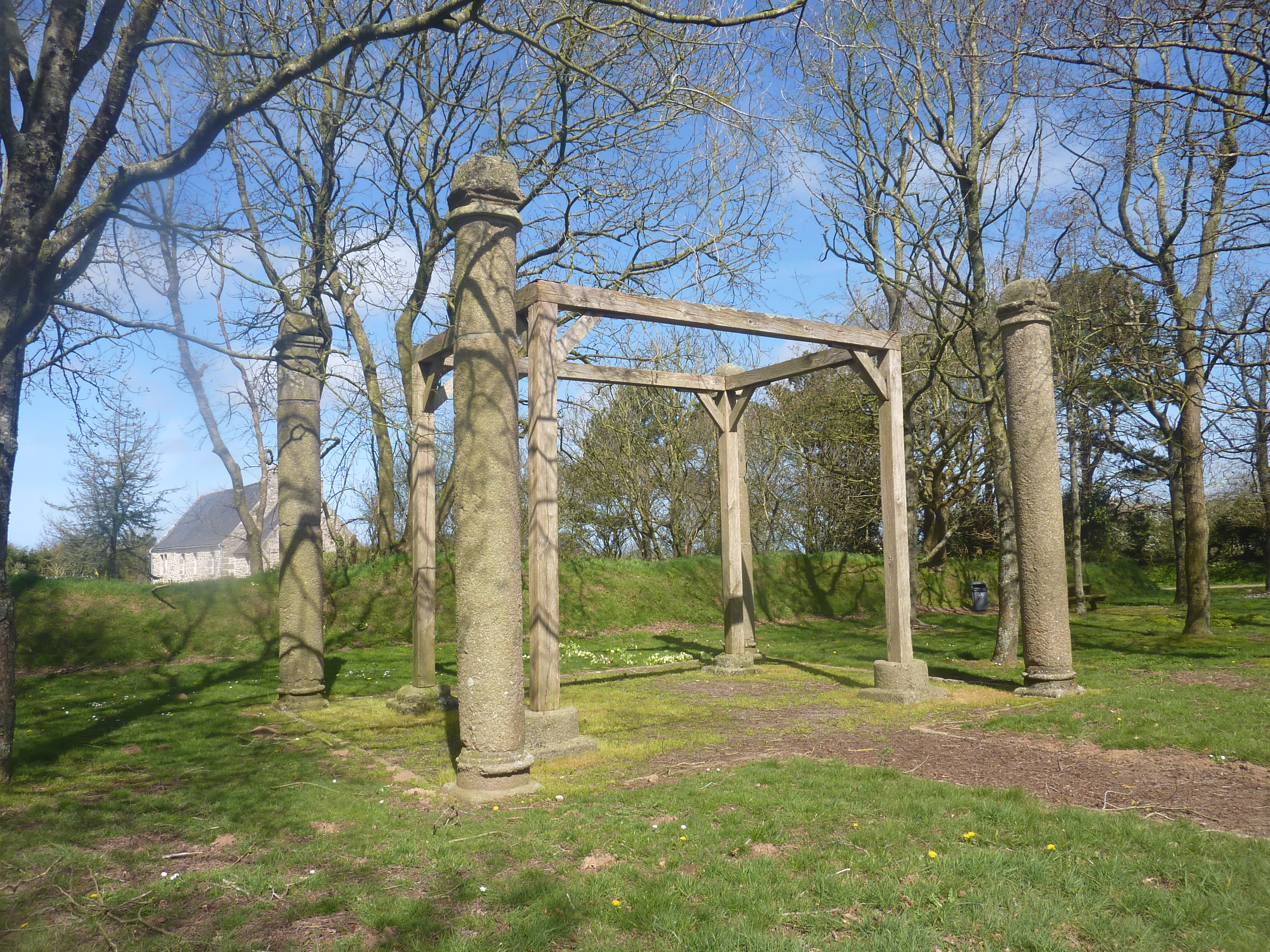
Les colonnes de justice de Kergroadez en Plourin (Finistère).

- En 1496, Charles VIII permet au « doyen et chappitre de l'eglise d'Angiers », hauts-justiciers en leur seigneurie du Plexis-au-Gramaire, d'y réédifier leurs fourches patibulaires à quatre piliers[14].
- En 1696, lorsque Louis-Auguste de Bourbon, fils légitimé de Louis XIV, duc du Maine, érige en comté la terre de Garnerans, il permet au Comte d'élever des fourches patibulaires à quatre piliers[15].
- En 1719, lorsqu'il érige Cons-la-Grandville en marquisat jouissant de haute justice, le duc de Bar, Léopold Ier ne lui accorde pourtant que des fourches patibulaires à quatre piliers[16].
- Dans une édition de 1762, le Traité des fiefs sur la Coutume de Poitou stipule que les Comtes, Vicomtes ou Barons peuvent avoir et tenir des fourches patibulaires à quatre piliers[17].
- Dans une tentative de synthèse, le Traité des justices de seigneur et des droits en dépendants (1764), mentionne que "La plus grande partie des Coûtumes qui font mention des droits attribués au Seigneur d'une terre érigée en Comté, lui donne le droit d'avoir une justice patibulaire à six piliers [...] quoique d'autres Coûtumes décident que la Justice patibulaire du Comte ne doit avoir que quatre piliers"[18]. Toutefois, lorsque le titre de la seigneurie évolue, le nombre de piliers autorisés tend à demeurer inchangé : « [...] pilliers ; selon leurs titres et possession immemoriale. Et n'est besoin pour ce regard, aucune chose innover ou rechercher, ains laisser les choses en tel estat qu'elles sont, pour éviter à infini procez »[19].

Le haut justicier doit obtenir l'autorisation du roi pour faire édifier de nouvelles fourches patibulaires, ou pour les reconstruire si elles sont tombées ou détruites depuis plus d'un an et un jour.

## Implantation des fourches patibulaires

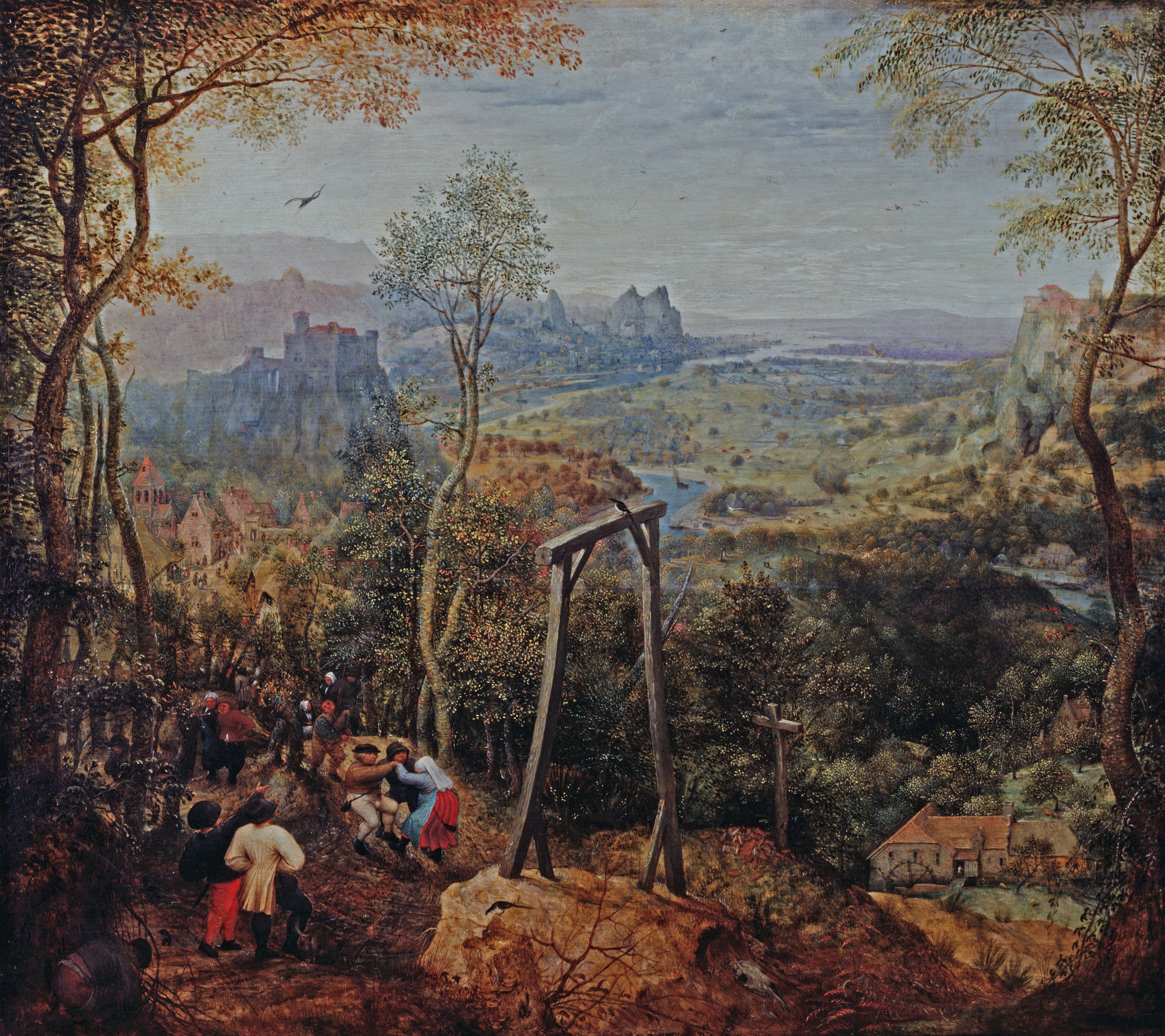
La Pie sur le gibet, Pieter Brueghel l'Ancien (1568), musée régional de la Hesse, Darmstadt.

Les fourches patibulaires étaient en général placées sur une hauteur, hors des villes, bourgs et villages, et ordinairement près d'un grand chemin et dans un lieu bien exposé à la vue des voyageurs afin d'inspirer au peuple l'horreur du crime. Il s’agissait d’« écarter la puanteur cadavérique, puis [d’]en faire mémoire en un lieu éloigné ». Elles constituaient également des « outils de délimitation territoriale » permettant de matérialiser l'emprise de la seigneurie qui les possédait.
L’ensemble de la population assistait aux pendaisons. Certains lieux disposaient donc de cabarets où la population se rassemblait lors des exécutions (vestige d'un cabaret à Creuë). Malgré le caractère macabre de ces constructions et la mauvaise odeur qui s’en dégageait, le voisinage des fourches patibulaires comptait parfois des « courtilles et des lieux de débauche ».
Le lieu d’implantation des fourches patibulaires avait très souvent mauvaise réputation : « de quelque manière qu’on s’y prenne, le gibet reste un lieu d’horreur, de dégoût et de flétrissure dont la pollution n’émane pas seulement de la décomposition des cadavres mais aussi de l’anathème qu’il désigne ». D'ailleurs, les mandragores qui poussaient au pied des fourches patibulaires étaient les plus prisées car on les croyait fécondées par le sperme des pendus. Certains auteurs pensaient même que seule la terre enrichie du sperme des hommes exécutés permettait à la mandragore de pousser : 
« Laquelle plante de provient pas, au dire de quelques uns par la voye de transplatation, ou de graine, de mesme que les autres plantes, mais d’une façon, & origine toute estrange & extraordinaire.
A sçavoir du sperme des hommes pendus, és gibets, ou escrasez sur les roües, comme Daleschamps en son grand herbier, apres Leninus Memnius le rapportent, qui se liquefiant & coulant avec la graisse, & tombant goutte à goutte dans la terre, (qui sans doute par la frequence des corps pendus, doit estre grasse, & unctueuse, comme celle d’un Cymetiere) produit ainsi cette plante de Mandragore, le sperme d’un homme, faisant en ce rencontre, pour produire cette plante, l’office & l’effect de graine. »

## Principe

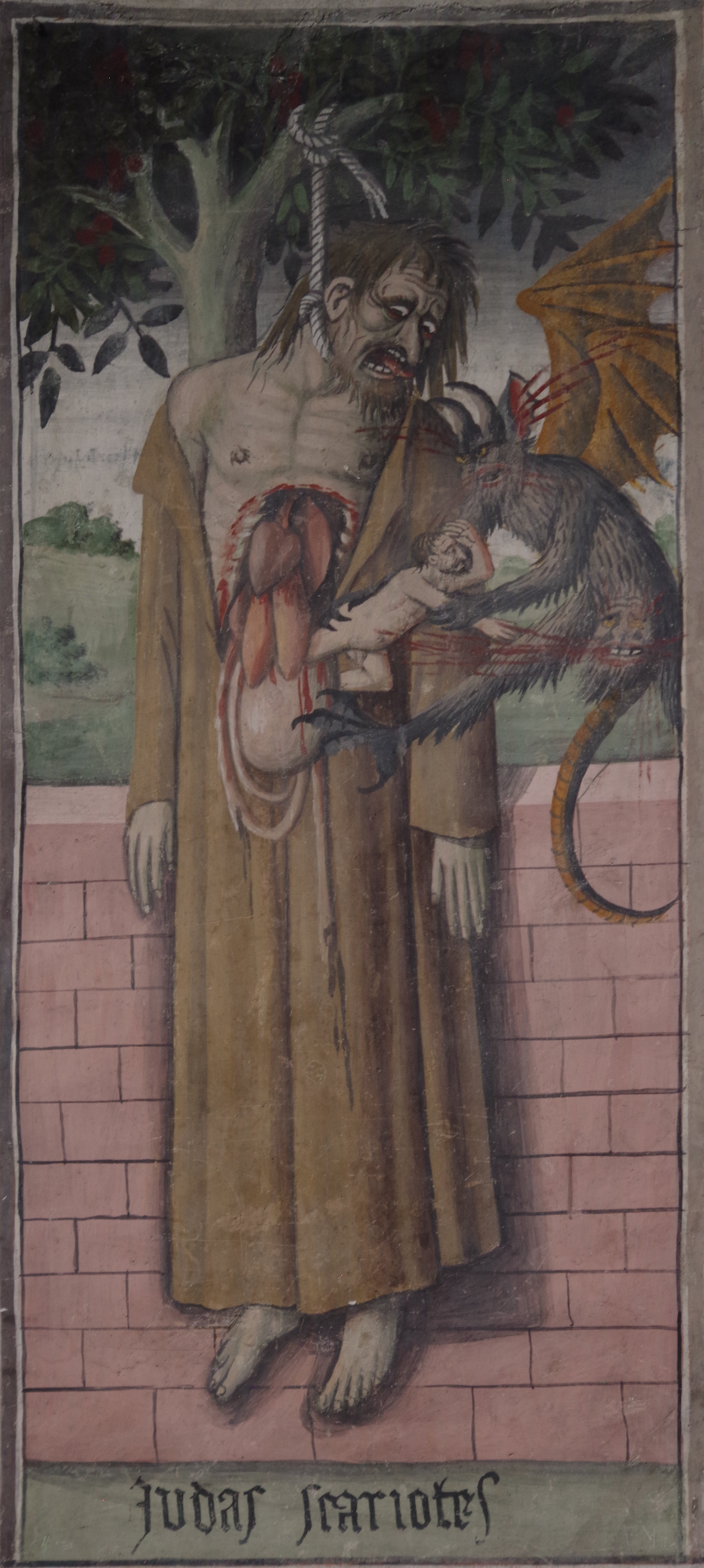
Judas pendu dans la chapelle Notre-Dame-des-Fontaines de La Brigue

Selon Anne Lafran, dans sa thèse citée par Cécile Voyer, du Centre d'études supérieures de civilisation médiévale, la pendaison et l'éventration (par les corbeaux) rappellent la Mort de Judas.
L'Évangile selon Matthieu évoque un suicide par pendaison, et l' Évangile selon Luc une éviscération. Ces deux versions se retrouvent dans la littérature du XIIe siècle. La pendaison est donc une mort infamante, à l'image de celle de Judas et à l'encontre de la bonne mort prônée par l'Ars moriendi. De plus, les condamnés suspendus aux fourches patibulaires, parce qu'ils ne recevaient pas de sépulture ecclésiastique, se voyaient privés de tout espoir de résurrection. De fait, « au sein des sociétés médiévales, maltraiter le corps jusque dans la mort en le privant d’une sépulture ecclésiastique par exemple revient à maltraiter l’âme ».
Selon l'étude des fourches de Paris, les corps des suppliciés ne sont décrochés que le plus tardivement possible, quitte à re-pendre des pièces de corps qui se seraient détachées et auraient chuté. En effet les fourches perdent leur raison d'être dès qu'elles ne sont plus utilisées.
Selon Vincent Challet, du Centre d'études médiévales de Montpellier, d'une part les fourches sont utilisées, peut-être pas souvent, mais en tout cas ne sont pas seulement symboliques ; mais d'autre part elles s'adresseraient aux personnes venues de l'extérieur (vagabonds, aventuriers, rivaux, etc.) au contraire des piloris qui s'adresseraient aux personnes de l'intérieur de la communauté.

## Fourches patibulaires en France
- Gibet de Montfaucon
- Gibet de Creuë
- Le mont de Fourche de Vitry-en-Perthois
- Plourin (Finistère)
- Château de Kerjean (Finistère)
- Liste des gibets en France

### Émissions et reportages
- Émission radiophonique : Vincent Charpentier, « Surveiller et punir : archéologie de la justice médiévale », sur Carbone 14, le magazine de l'archéologie (France-culture), 5 mars 2022 (consulté le 7 mars 2022)